# 大物忌神
相傳大物忌神（オオモノイミノカミ）乃住在日本山形縣鳥海山山上的神祇，而鳥海山大物忌神社為分靈至東北地方各地的起源。

## 概要
在古代日本，鳥海山位於大和王權支配範圍的北境，具地方色彩的大物忌神非但為守護國家的神明，也能去除汙穢。而鳥海山是一座活火山，故當地居民傳說火山噴發就是大物忌神發怒了。此外，據考究大物忌神和宇迦之御魂神、豐宇氣毘賣神、大忌神、廣瀨大忌神等為同一神。鳥海山大物忌神社的社傳沿革也記載大物忌神和豐受大神宮的豐受大神（即豐宇氣毘賣神）為同一神，位於山形縣山形市的鳥海月山兩所宮亦主祀倉稻魂命（即宇迦之御魂神）。

## 內部連結
- 鳥海山大物忌神社
- 豐宇氣毘賣神
- 宇迦之御魂神

## 外部連結
- （日語）女神・大物忌命